# Pefkódasos (Kilkís)
Pefkódasos (grec moderne : Πευκόδασος) est une localité située dans le dème de Péonie, dans le district régional de Kilkís, dans la periphérie de Macédoine-Centrale, en Grèce.
Selon le recensement de 2011, elle compte 577 habitants.